# Агатовка
Агатовка (пољ. Agatówka) је село у Пољској које се налази у војводству Лублинском у повјату Красњицком у општини Тжидњик Дужи.
Од 1975. до 1998. године ово насеље се налазило у Тарнобжеском војводству.